# ヘルモント
ヘルモント（オランダ語: Helmond [ˈɦɛlmɔnt] ( 音声ファイル)）は、オランダ南部の北ブラバント州にあるヘメーンテ（基礎自治体）、都市。

## 概要
この地域には、1000年ころに初めて村ができた。ヘルモントには、1232年ころに都市権が与えられた。中心部には1350年ころにベルレールのヤン3世が築いた城が残る。織物業がさかん。
サッカーのヘルモント・スポルトの本拠地である。

## 交通
- 鉄道：ヘルモント駅 - ヘルモント・ブランデフォールト駅 - ヘルモント・ブラウホイス駅 - ヘルモント・ト・ハウト駅

## 行政

### 市議会
市議会は定数37である。1998年以降の各会派の議席数の変遷を下表に示す。
| 会派                           | 1998年 | 2002年 | 2006年 | 2010年 |
| SDOH・民主66・ヘルモントの利益 | -      | -      | -      | 8      |
| キリスト教民主アピール (CDA)   | 8      | 7      | 8      | 7      |
| 労働党 (PvdA)                  | 7      | 5      | 9      | 6      |
| 自由民主国民党 (VVD)           | 4      | 5      | 4      | 5      |
| 明るいヘルモント               | -      | -      | 2      | 3      |
| 社会党 (SP)                    | 3      | 3      | 4      | 3      |
| グルンリンクス                 | 2      | 1      | 1      | 2      |
| 誇りあるオランダ               | -      | -      | -      | 2      |
| ヘルモント・アクティブ         | -      | 1      | 1      | 1      |
| 高齢者の党                     | 2      | 3      | 1      | -      |
| 民主66 (D66)                   | 1      | 1      | 1      | -*     |
| ヘルモントの利益               | 2      | 5      | 2      | -*     |
| SDH-OH                         | 6      | 6      | 4      | -*     |
| 合計                           | 35     | 37     | 37     | 37     |

SDH-OH、ヘルモントの利益、民主66の三党は市議会でひとつの会派を形成しているが、選挙では別々に活動する。青の会派は与党会派である。

## 姉妹都市
ヘルモントはユーロタウンズ・ネットワークに加盟している。

## 出身人物
- アントニウス・コニングス（1821年 - 1884年） レデンプトール会の神学者
- フランツ・ヨーゼフ・ファン・ベック（1930年 - 2011年） 作家、神学者
- ヴィリー・ファン・デル・カイレン（1946年 - 2021年） サッカー選手
- リセッテ・セフェンス（1949年 - ） ホッケー選手
- ルネ/ウィリー・ファン・デ・ケルクホフ（1951年 - ） 双子のサッカー選手
- フィーケ・ブックホルスト（1957年 - ） ホッケー選手
- エリー・ブランクスマ＝ファン・デン・ヘーフェル（1959年 - ） 政治家。2012年よりヘルモント市長
- ベリー・ファン・アーレ（1962年 - ） サッカー選手
- ハリー・ファン・ボンメル（1962年 - ） 政治家
- ディアナ・ファン・ベルロ（1966年 - ） 女性アイドルグループ Luv' の元メンバー
- ストヘロ・ローセンベルフ（1968年 - ） シンティ・ロマ人のジャズ・ギタリスト
- M・H・ベンデルス（1971年 - ） 詩人
- ヴィルフレート・ボウマ（1978年 - ） サッカー選手
- ニキー・ホルツケン（1983年 - ） キックボクサー、プロボクサー